# クリス・エバート
クリス・エバート（Chris Evert, 1954年12月21日 - ）は、アメリカ・フロリダ州フォートローダーデール出身の元女子プロテニス選手。フルネームは Christine Marie Evert （クリスティン・マリー・エバート）というが、「クリス・エバート」の名前で最もよく知られる。愛称の「クリッシー」“Chrissie”で呼ばれることも多い。父親のジミー・エバートと妹のジャンヌ・エバートも元プロテニス選手である。好敵手であるマルチナ・ナブラチロワとともに、1970年代から1980年代前半の女子テニス界を牽引した。

## 来歴
エバートは全仏オープン女子シングルス7勝の大会最多優勝記録保持者であり、4大大会女子シングルス通算18勝は、ライバルのマルチナ・ナブラチロワと並ぶ女子歴代4位タイ記録である。彼女はWTAツアーでのシングルス通算勝利数154勝の歴代2位記録も保持している。右利き、バックハンド・ストロークは両手打ち。
エバートは“アイス・ドール”（氷の人形）というニックネームで呼ばれたが、これは彼女自身が「コート上では凍てついた氷でありたい」と言っていたように、表情を全く変えることなくプレーしていたことからついたものである。この名の通り、冷静沈着で相手に隙を見せず、正確なボール・コントロールに支えられたクレバーなテニスが彼女の強みだった。こうした強みから、彼女は球足の遅いクレーコートを最も得意としていた。クレーコートである全仏オープンで7勝の大会最多優勝記録保持者になり、エバート自身もフランスが好きであることから「パリの恋人」とも称されていた。
クリスとジャンヌの姉妹は、元プロテニス選手であった父親のジミー・エバートからテニスを習った。1972年12月21日、18歳の誕生日にプロ入りした。1974年の全仏オープンで4大大会初優勝を果たし、続くウィンブルドンも初制覇。この頃ジミー・コナーズ選手と交際したが、婚約破棄に終わった。1975年-1978年に全米オープンで大会4連覇を達成した。
1979年4月、エバートはイギリスの男子プロテニス選手であるジョン・ロイドと結婚し、夫の姓を併用して「クリス・エバート・ロイド」（Chris Evert-Lloyd）と名乗るようになった。クレーコート（赤土）125連勝の記録も樹立したが、1979年の全仏オープン前哨戦のイタリアン・オープン準決勝で、16歳の新星トレーシー・オースチンに敗れて記録が止まる。同年の全米オープン決勝でもオースチンに敗れ、大会5連覇を逃した。
1980年代に入ってからは、エバートのライバルの座をマルチナ・ナブラチロワが占めるようになった。2人は現役生活を通じて80回対戦し、最終的な対戦成績はナブラチロワの43勝37敗となった。
最後の4大大会優勝となった1986年の全仏オープンは31歳5ヶ月での制覇で、大会史上3番目の年長優勝記録となった（最年長優勝記録は1958年の優勝者ジュジャ・ケルメツィの33歳9ヶ月）。1974年 - 1986年まで13年連続での4大大会優勝も女子テニス史上最長記録となる。しかし、ジョン・ロイドと離婚した1987年に連続優勝記録が止まった。この年にシュテフィ・グラフが世界ランキング1位となり、女子テニス界は世代交代期を迎える。離婚後の1988年、全豪オープンでエバートは最後の4大大会決勝に進出したが、当時18歳のグラフに 1-6, 6-7 で敗れた。これでエバートの4大大会女子シングルス決勝進出記録は通算34回（18勝16敗）で終わった。決勝進出34回は女子歴代1位の記録で、2位はマルチナ・ナブラチロワの32回（18勝14敗）、3位はシュテフィ・グラフの31回（22勝9敗）であった。
最後まで“アイス・ドール”のイメージを守り続けたクリス・エバートは、1989年に34歳で現役を引退した。最後の4大大会出場となった1989年全米オープンでは、準々決勝でジーナ・ガリソン（アメリカ）に 6-7, 2-6 で敗れた。同年10月に日本の東京・有明コロシアムで行われた女子国別対抗戦「フェデレーション・カップ」（現在の名称はフェドカップ）でアメリカ・チームを優勝に導いたが、これがエバートの現役最後の試合となった。1995年に国際テニス殿堂入りを果たしている。
クリス・エバートはジョン・ロイドとの離婚後、1988年にアルペンスキー選手のアンディ・ミルと2度目の結婚をした。選手引退後、エバートとミルは3人の子供をもうけたが、2006年に再度離婚する。2008年6月、エバートはオーストラリアのプロゴルファーであるグレグ・ノーマンと3度目の結婚をしたが、2009年10月に離婚したことを公表した。

## 記録
グランドスラム決勝進出回数「34」
歴代1位記録。
グランドスラム13年連続タイトル獲得
歴代1位記録。
同じ年の4大大会すべてベスト4進出「5回」
単独記録。
全仏オープン優勝回数「7」
歴代1位記録。
全米オープン「4連覇」
歴代1位記録。1975–1978。
クレーコートタイトル獲得数「70」
クレーコート連勝回数「125」
1973-1979。
通算クレーコート勝率「94.55%(382-22)」
全米オープン「31連勝」
歴代1位記録。1975–1979
全米オープン「46セット連取」
歴代1位記録。1975–1979

## 4大大会優勝
- 全豪オープン　女子シングルス：2勝（1982年・1984年）　［女子シングルス準優勝4度：1974年・1981年・1985年・1988年／女子ダブルス準優勝1度：1988年］
- 全仏オープン　女子シングルス：7勝（1974年・1975年・1979年・1980年・1983年・1985年・1986年）／女子ダブルス：2勝（1974年・1975年）　［大会歴代1位／女子シングルス準優勝2度：1973年・1984年］
- ウィンブルドン　女子シングルス：3勝（1974年・1976年・1981年）／女子ダブルス：1勝（1976年）　［女子シングルス準優勝7度：1973年・1978年-1980年・1982年・1984年・1985年］
- 全米オープン　女子シングルス：6勝（1975年-1978年・1980年・1982年）　［大会4連覇を含む。女子シングルス準優勝3度：1979年・1983年・1984年／混合ダブルス準優勝1度：1974年］

| 年     | 大会           | 対戦相手                         | 試合結果      |
| ------ | -------------- | -------------------------------- | ------------- |
| 1974年 | 全仏オープン   | オルガ・モロゾワ                 | 6-1, 6-2      |
| 1974年 | ウィンブルドン | オルガ・モロゾワ                 | 6-0, 6-4      |
| 1975年 | 全仏オープン   | マルチナ・ナブラチロワ           | 2-6, 6-2, 6-1 |
| 1975年 | 全米オープン   | イボンヌ・グーラゴング・コーリー | 5-7, 6-4, 6-2 |
| 1976年 | ウィンブルドン | イボンヌ・グーラゴング・コーリー | 6-3, 4-6, 8-6 |
| 1976年 | 全米オープン   | イボンヌ・グーラゴング・コーリー | 6-3, 6-0      |
| 1977年 | 全米オープン   | ウェンディ・ターンブル           | 7-6, 6-2      |
| 1978年 | 全米オープン   | パム・シュライバー               | 7-5, 6-4      |
| 1979年 | 全仏オープン   | ウェンディ・ターンブル           | 6-2, 6-0      |
| 1980年 | 全仏オープン   | バージニア・ルジッチ             | 6-0, 6-3      |
| 1980年 | 全米オープン   | ハナ・マンドリコワ               | 5-7, 6-1, 6-1 |
| 1981年 | ウィンブルドン | ハナ・マンドリコワ               | 6-2, 6-2      |
| 1982年 | 全米オープン   | ハナ・マンドリコワ               | 6-3, 6-1      |
| 1982年 | 全豪オープン   | マルチナ・ナブラチロワ           | 6-3, 2-6, 6-3 |
| 1983年 | 全仏オープン   | ミマ・ヤウソベッツ               | 6-1, 6-2      |
| 1984年 | 全豪オープン   | ヘレナ・スコバ                   | 6-7, 6-1, 6-3 |
| 1985年 | 全仏オープン   | マルチナ・ナブラチロワ           | 6-3, 6-7, 7-5 |
| 1986年 | 全仏オープン   | マルチナ・ナブラチロワ           | 2-6, 6-3, 6-3 |

## 4大大会シングルス成績
略語の説明
| W | F | SF | QF | #R | RR | Q# | LQ | A | Z# | PO | G | S | B | NMS | P | NH |

W=優勝, F=準優勝, SF=ベスト4, QF=ベスト8, #R=#回戦敗退, RR=ラウンドロビン敗退, Q#=予選#回戦敗退, LQ=予選敗退, A=大会不参加, Z#=デビスカップ/BJKカップ地域ゾーン, PO=デビスカップ/BJKカッププレーオフ, G=オリンピック金メダル, S=オリンピック銀メダル, B=オリンピック銅メダル, NMS=マスターズシリーズから降格, P=開催延期, NH=開催なし.
| 大会           | 1971 | 1972 | 1973 | 1974 | 1975 | 1976 | 1977 | 1978 | 1979 | 1980 | 1981 | 1982 | 1983 | 1984 | 1985 | 1986 | 1987 | 1988 | 1989 | 通算成績 |
| -------------- | ---- | ---- | ---- | ---- | ---- | ---- | ---- | ---- | ---- | ---- | ---- | ---- | ---- | ---- | ---- | ---- | ---- | ---- | ---- | -------- |
| 全豪オープン   | A    | A    | A    | F    | A    | A    | A    | A    | A    | A    | F    | W    | A    | W    | F    | NH   | A    | F    | A    | 31-4     |
| 全仏オープン   | A    | A    | F    | W    | W    | A    | A    | A    | W    | W    | SF   | SF   | W    | F    | W    | W    | SF   | 3R   | A    | 73-6     |
| ウィンブルドン | A    | SF   | F    | W    | SF   | W    | SF   | F    | F    | F    | W    | F    | 3R   | F    | F    | SF   | SF   | SF   | SF   | 98-15    |
| 全米オープン   | SF   | SF   | SF   | SF   | W    | W    | W    | W    | F    | W    | SF   | W    | F    | F    | SF   | SF   | QF   | SF   | QF   | 103-13   |